# Periquito comú
|  | Aquest article tracta sobre l'ocell. Vegeu-ne altres significats a «Periquito comú (desambiguació)». |

El periquito o lloretó (Melopsittacus undulatus) és un ocell d'origen australià d'uns 22 cm de llargada i en estat salvatge és generalment de color verd.
És l'única espècie del gènere Melopsittacus, per tant no se'n coneixen hibridacions. No obstant això, actualment existeixen dues menes de la mateixa espècie: els anomenats comuns de mida més petita i els anglesos criats normalment per a l'exposició o concursos, de mida més grossa, forma condicionada i criats basant-se en un estàndard de bellesa o selecció artificial. Actualment n'hi ha moltes varietats de colors a causa de la cria en captivitat i la importació de les primeres parelles a Europa per a la seva cria i venda.
A més, es considera un dels animals de companyia més venuts, pel seu baix cost i la seva resistència. Després de gats i gossos, és l'animal de companyia més venut.
Als Països Catalans només s'han observat en llibertat exemplars esparsos, que s'han escapat de la captivitat, que no solen ser viables; no es té constància d'aclimatació i cria en llibertat a les nostres terres.

## Taxonomia
El periquito comú pertany a la família Psittaculidae, La rama asiàtica i oceànica de la superfamília dels lloros típics (Psittacoidea), com a únic membre del gènere Melopsittacus. Anys arrere es creia que era emparentat amb els periquitos dels gèneres Neophema i Pezoporus pel patró llistat del seu plomatge No obstant això, els estudis filogenètics més recents basats en l'anàlisi de seqüències d'ADN el situen molt acostat als loris (tribu Loriini) i a els llorets de figuera (tribu Cyclopsittini).
Anys arrere es van descriure dues subespècies del periquito comú, el periquito del nord i el de l'oest, basant-se en petites variacions de color i grandària. Actualment, la majoria dels ornitòlegs qüestionen aquesta diferenciació, perquè les diferències són molt petites i les àrees de distribució de les dues suposades subespècies se superposen, de manera que hi ha zones on volen a les mateixes bandades i s'aparellen entre si. Per això avui no es consideren subespècies diferenciades.

## Costums
El periquito en estat natural viu en grup, fa els nius als eucaliptus i va i ve segons la maduresa de les llavors. En estat salvatge, el periquito només presenta la coloració verda, però a partir d'aquesta se n'han anat creant altres colors.
Són moixons perfectament aclimatats a la vida en captivitat. Per això es venen i compren per tenir-los a casa en una gàbia.
El periquito és un animal molt sociable i necessita estar amb companyia d'altres periquitos.
Solen viure uns dotze anys o més, encara que dependrà de si estan malalts, ferits, han criat o coses per l'estil.
S'alimenten bàsicament d'escaiola i mill. També els agrada molt l'enciam o la fruita dolça, com la síndria o la poma.
Quan estan a gust, es pot observar que es netegen les plomes amb el bec, tot posant cada ploma al seu lloc.
Quan són feliços i contents solen amagar una poteta i s'inflarà una mica.
Són animals bastant territorials, si veuen un intrús el piquen fins que se'n va.
Normalment estan piulant i refilant tot el dia.
Es podria dir que el periquito és el lloro més petit que existeix i, com a tal, hom li atribueix la capacitat d'un aprenentatge ràpid i la virtut de repetir sons, com es demostra en molts casos.
Els agrada molt de banyar-se, especialment quan són joves.

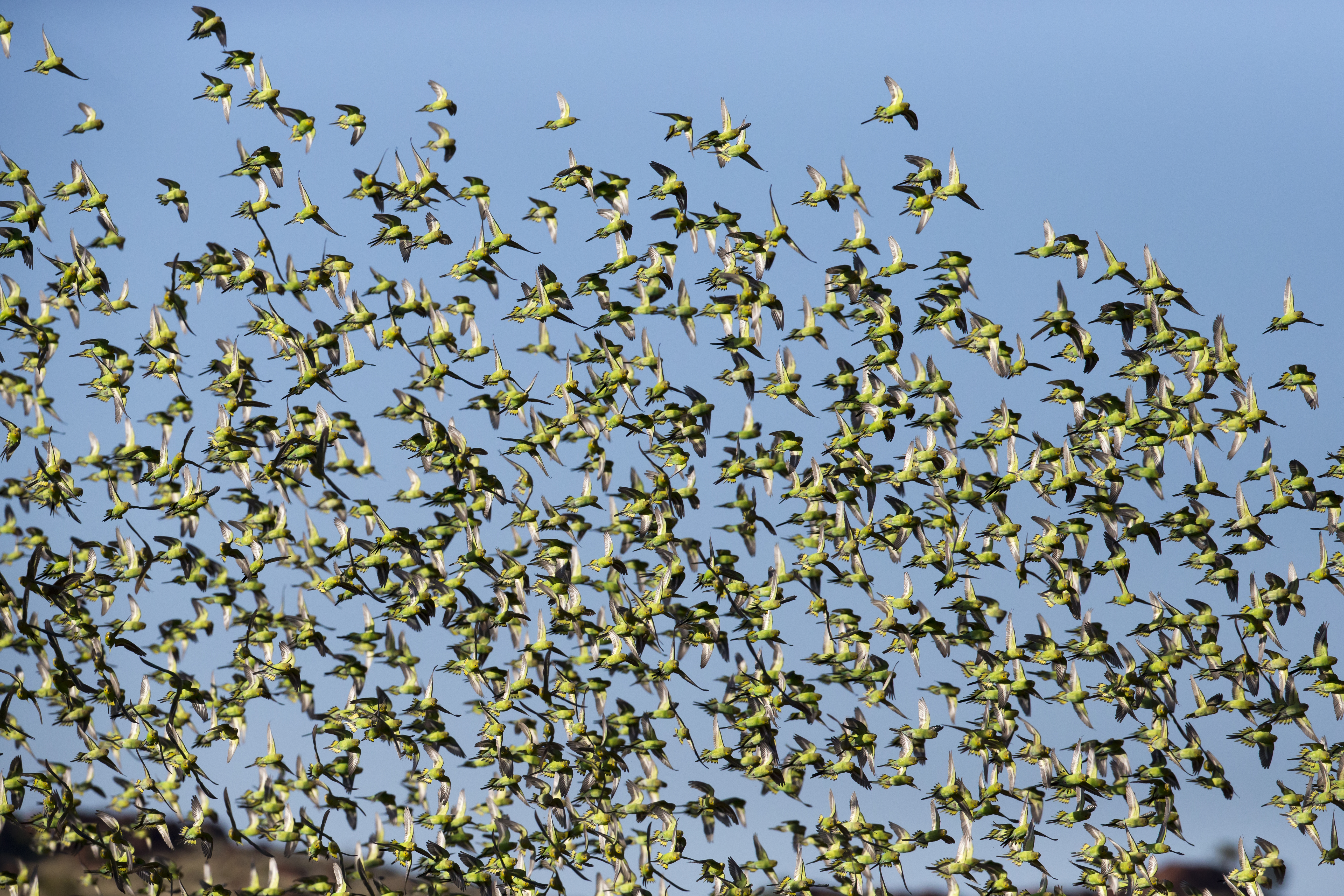

## Descripció

Anatomia d'un periquito mascle.

El periquito fa, de mitjana, 18 cm del cap a la punta de la cua, i pesa al voltant de 35 g. La varietat silvestre té les parts inferiors de color verd clar llis, amb el cap groc amb un característic llistat negre en la seva part posterior, igual que la resta de les parts superiors del cos i ales, encara que amb fons verd groguenc. Contràriament, té la gola i la part de davant de color groc llis, amb una petita taca morada a la galta i 3 motes negres emmarcant cada lateral de base de la gola. La cua és de color cobalt amb taques grogues enmig de les plomes laterals. Les plomes de vol de les ales són negres i verdoses, les cobertores són negres amb vores grogues i taques grogues enmig, que només es veuen quan despleguen les ales. Té el bec molt encorbat cap avall, de color gris verdós. Les potes són zigodàctiles, amb dos dits cap endavant i dos cap enrere, que els facilita de poder-se enfilar pels arbres i alimentar-se de llavors; i són d'un gris blavós.
Els periquitos silvestres en el seu hàbitat natural d'Austràlia són notablement més petits que els que es tenen en captivitat. A més a més, els criadors d'aquesta espècie han aconseguit un munt de colors i capes de periquitos (ex: blau, gris, gris-blau, propis, violeta, blanc, groc, groc-blau) encara que la majoria dels que venen a les botigues són blaus, verds i grocs. Com en la majoria d'espècies de lloros, el plomatge del periquito és fluorescent sota la llum ultraviolada. Aquest fenomen possiblement és relacionat amb el seguici i la selecció de parella. Com moltes aus, els periquitos tenen visió en tetracromia, encara que perquè funcionin les quatre classes de cons simultàniament, cal la presència de tot l'espectre de la llum solar. L'espectre ultraviolat fa brillar les seves plomes i això ajuda a atraure a les parelles. Les pigues de la seva gola reflecteixen la llum ultraviolada i podrien usar-se per a distingir individualment cada periquito.

## Ecologia i distribució

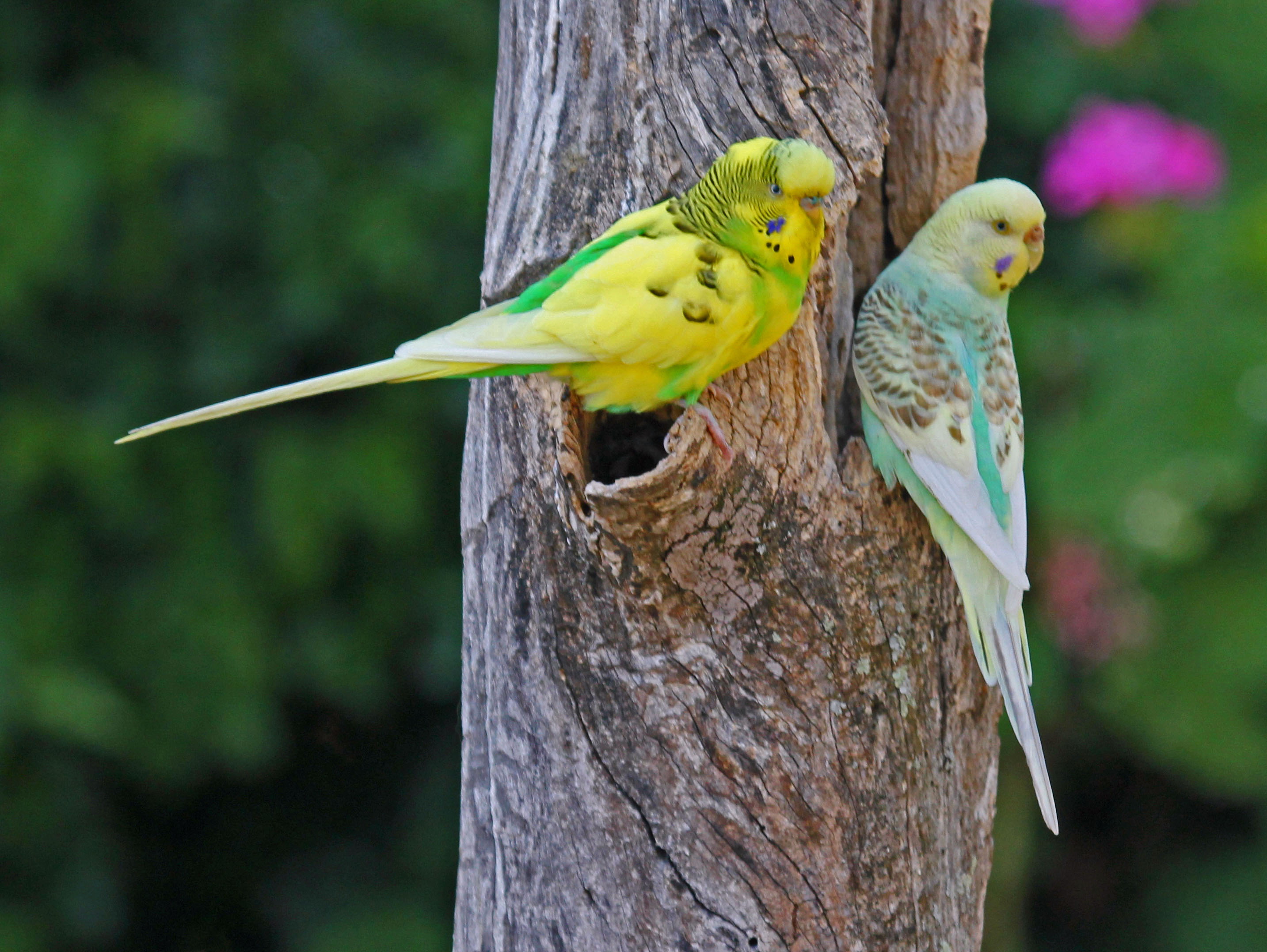
Les mascotes escapades o alliberades s'assilvestren amb facilitat a les regions càlides i seques. A la foto, parella silvestre de periquitos a Sud-àfrica.

Els periquitos comuns són originaris d'Austràlia i ocupen tot l'interior del continent australià. És un ocell nòmada que ocupa gran varietat d'hàbitats oberts d'Austràlia, com les zones de matoll, herbassars, sabana i arbredes clares. Generalment, forma petits esbarts, però poden fer-se molt nombrosos quan les condicions són favorables. Es desplaça a la recerca de menjar i aigua. Les sequeres el poden conduir a les zones costaneres o més arbrades. S'alimenten de llavors de l'herba, especialment de les del gènere Triodia, i de vegades fan incursions en els cultius de cereals. La vida en estols els fa més fàcil l'existència perquè els ajuda a defensar-se dels depredadors.
S'han naturalitzat al sud d'Amèrica del Nord, on hi ha poblacions assilvestrades de periquito comú a les regions de Sant Petersburg (Florida) dels anys de 1940 ençà, encara que avui són menys abundants que al començament de la dècada de 1980. Es creu que la competència amb els estornells pintos i els pardals és la principal causa del declivi d'aquestes poblacions.
A Espanya es poden veure poblacions en diferents llocs, com per exemple, la ciutat de Màlaga, on viu un important nombre d'exemplars.
Són monògams, poques vegades canvien de parella, tret que un dels dos mori. Els nius són normalment en un forat al tronc d'un arbre. Ponen entre quatre i set ous, els quals són incubats durant divuit o vint dies, i el jove pollet emploma aproximadament trenta dies després de la incubació.

## Determinació de sexes i edats
Per a saber si un periquito és mascle o femella, la clau és la cera (part superior del bec al voltant dels narius). Els mascles adults la tenen del tot blava. Algunes femelles adultes la tenen de color variable segons el seu estat de zel: de blanc a color crema fora de l'època de reproducció, i marró quan és en zel, mentre que d'altres sempre la tenen blanca o blanquinosa. Els immadurs d'ambdós sexes la tenen rosada, generalment rosa violaci en els mascles joves. Al mes de vida les cries surten del niu amb la cera rosa. Durant les setmanes següents, a les femelles se'ls va tornant blanc i als mascles blau (llevat d'algunes varietats, com els albins, lutinos o piadosos recessius, els mascles la mantenen de rosada o morada tota la seva vida. Als exemplars joves es pot determinar el sexe així als 3 mesos d'haver nascut, sense marge d'error.

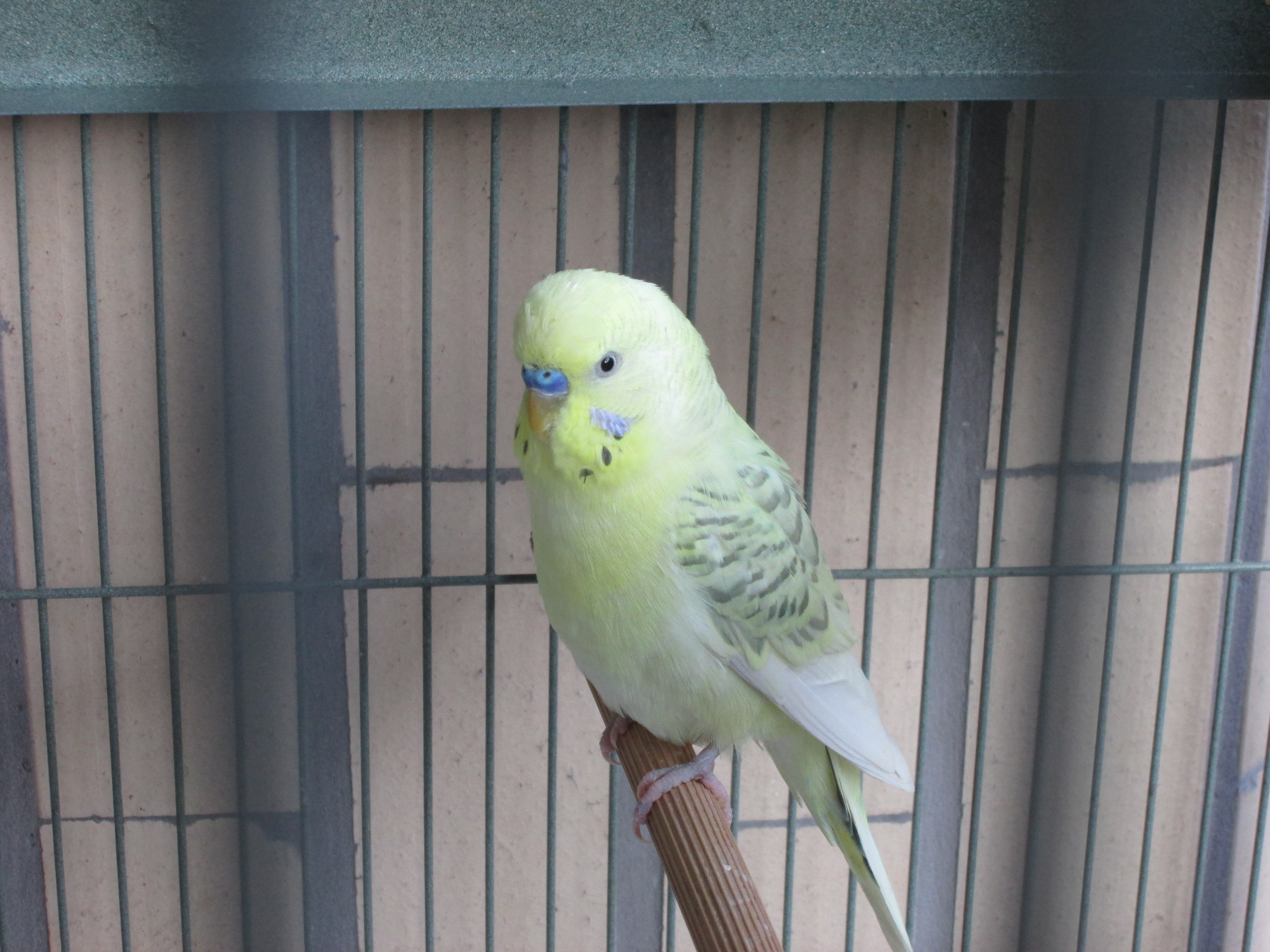
Periquito mascle

 L'edat també es determina mitjançant les línies al front, els joves la tenen coberta de línies i els adults la tenen llisa i isolada. Els joves, a més a més, presenten un plomatge de tons menys intensos. També es diferencia un periquito jove perquè té l'ull del tot negre i a mesura que creix se li va aclarint l'iris fins que li apareix un cercle blanc al voltant de la pupil·la negra (excepte en la varietat pròpia recessiva, que no desenvolupa aquesta color d'iris).

### Cant
En la imitació de sons, els periquitos no són gaire experts, a diferència dels seus cosins els lloros. No obstant això, solen fer alguns cants curts per a comunicar-se (cosa que en va poder originar la cria), i expressen els sentiments amb moviments i sons. Els mascles, que tenen la part superior del bec de color blau fosc, solen cantar més que les femelles. Si se'ls instrueix amb calma i habilitat, és possible que arribin a repetir moltes paraules simples i algunes melodies curtes.

## Varietats de color

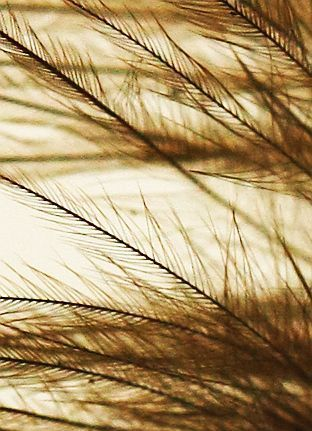
Plomes de Melopsittacus undulatus. Microscopi òptic. 10X. Al natural, sense tinció

La classificació es basa actualment en dues línies de colors:
- La sèrie verda amb colors verds i grocs
- La sèrie blava amb colors blaus i blancs.

A més, dins de cada color es consideren tres categories segons el seu grau d'enfosquiment. En verds, verd clar, verd fosc i verd oliva. En blaus, blau cel, blau cobalt i malva.
També n'hi ha de color gris i de violeta.
La majoria de varietats s'anomenen segons els llocs d'origen, com la varietat Texas Clearbody o bé en referència a alguna característica del color d'aquesta. D'altres fan referència a certa distribució de les marques a les ales: ales clares, ales grises, lacewings ("ales d'encaix"), Spangles o Perlats, etc.
Cal destacar també la varietat albina o lutina que, com els lacewings i els flavos, tenen els ulls vermells.
També cal mencionar el grup "arc iris", que és un conjunt de diverses varietats amb ales clares opalines (sense marques a l'esquena a la zona del coll) cara groga.

### Galeria

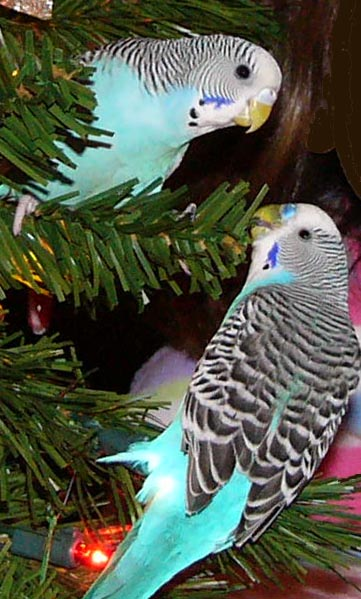
Periquitos blaus.
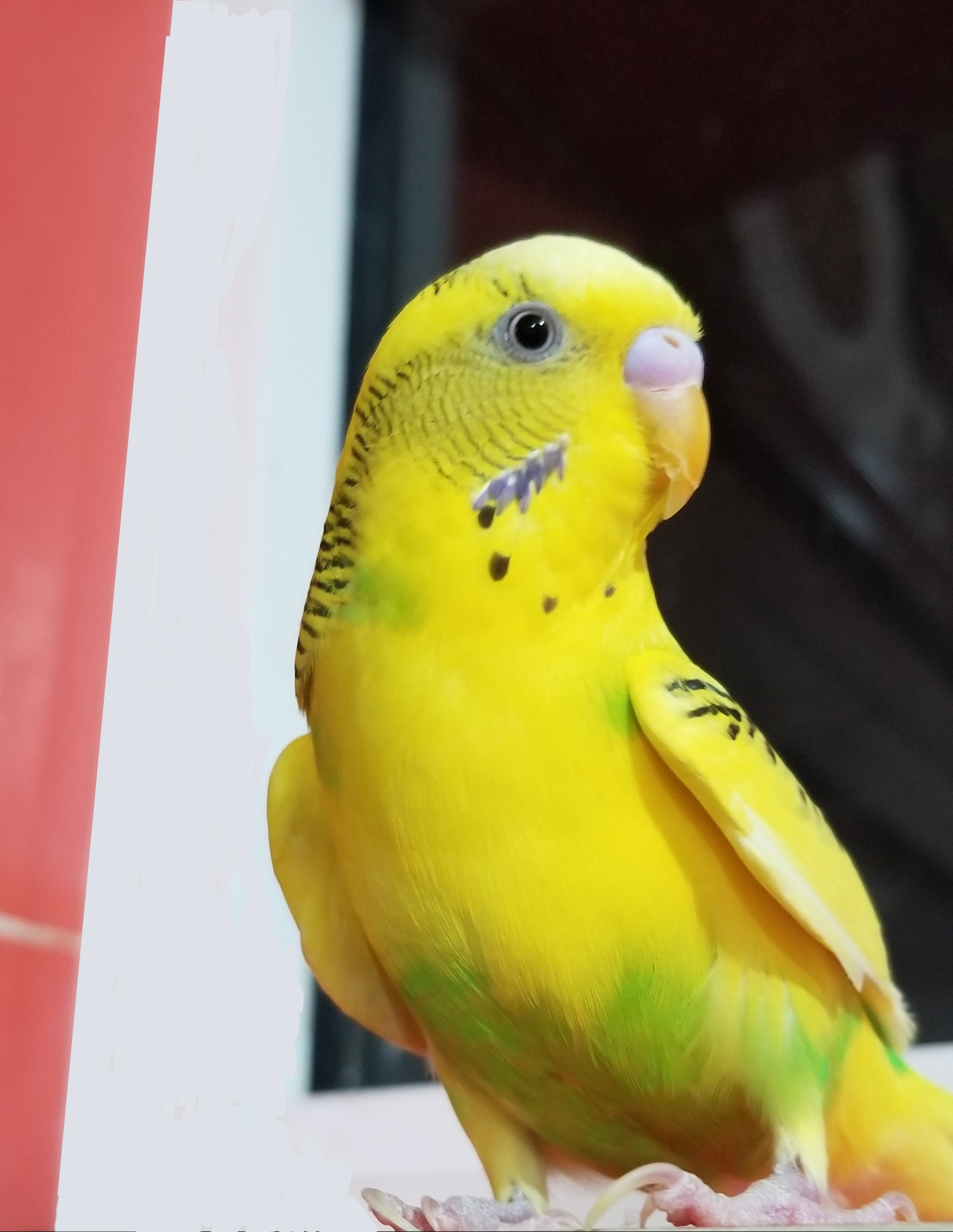
Periquito groc.
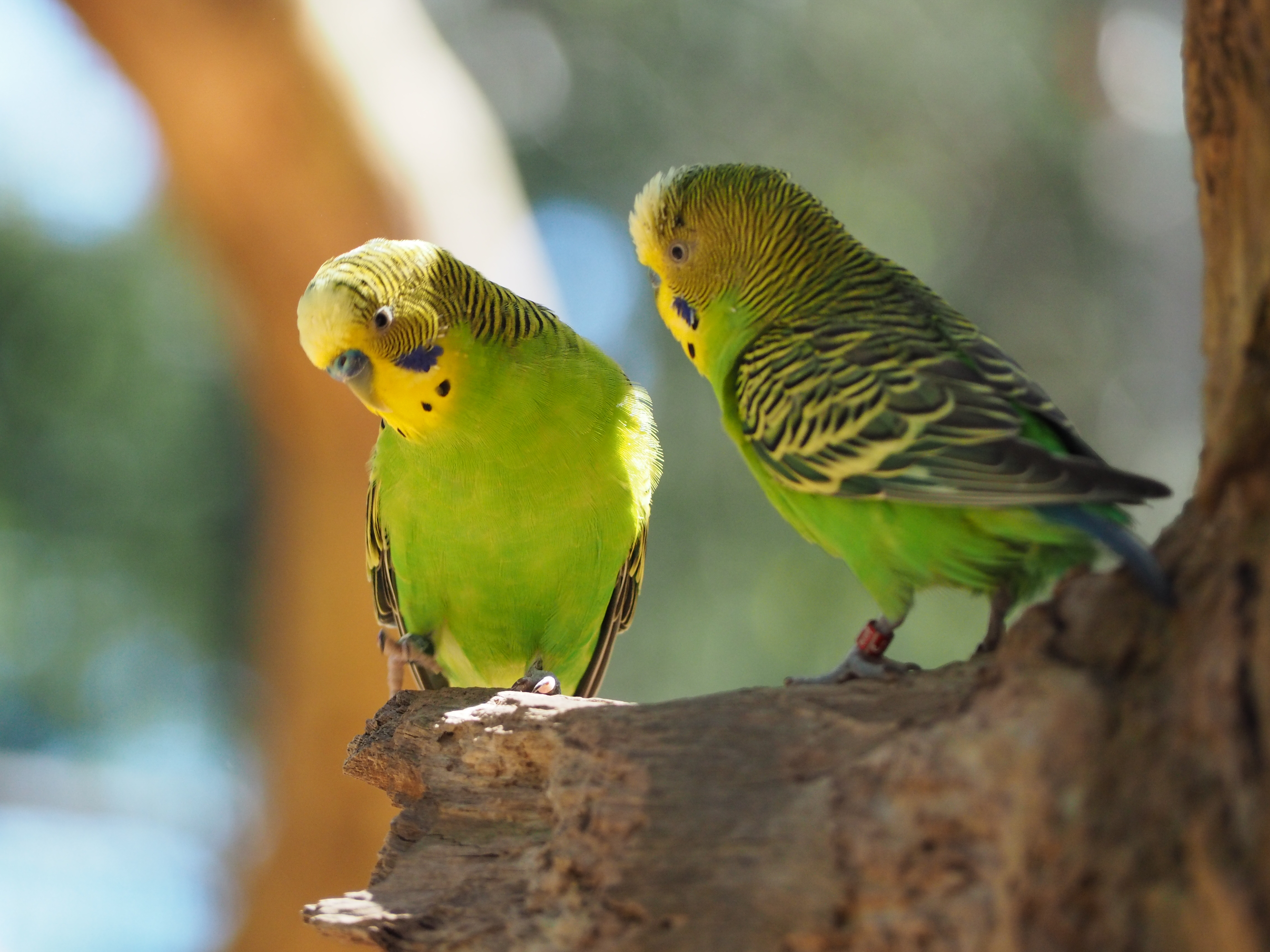
Periquitos australians salvatges.
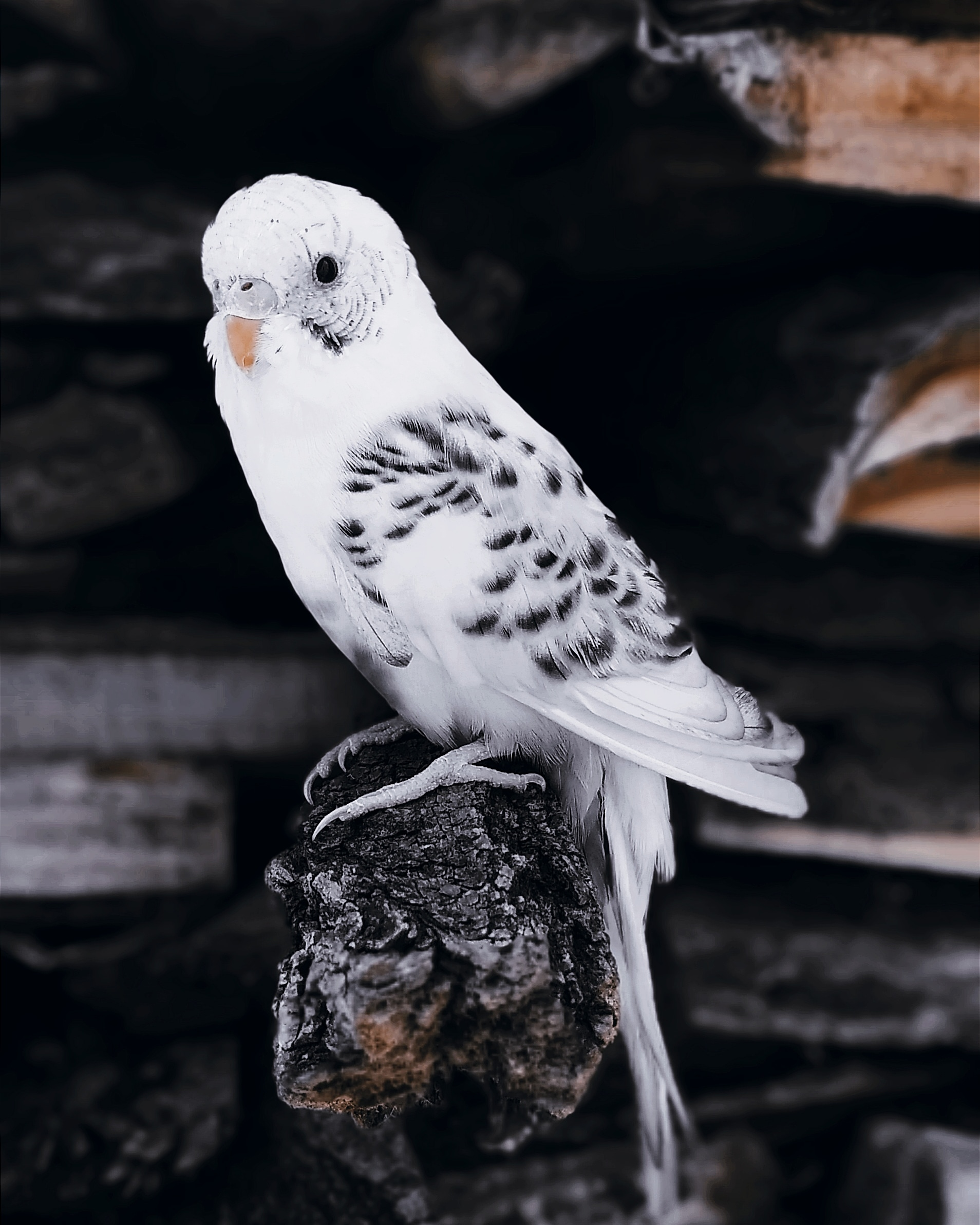
Un periquito blanc.